# Пестяковское городское поселение
Пестяко́вское городско́е поселе́ние — муниципальное образование в Пестяковском районе Ивановской области Российской Федерации.
Административный центр — пгт Пестяки.

## История
Пестяковское сельское поселение образовано 25 февраля 2005 года в соответствии с Законом Ивановской области № 47-ОЗ.

## Население
| 2002  | 2010  | 2011  | 2012  | 2013  | 2014  | 2015  |
| ----- | ----- | ----- | ----- | ----- | ----- | ----- |
| 4319  | ↘4028 | ↘4026 | ↘3971 | ↘3887 | ↘3755 | ↘3673 |
| 2016  | 2017  | 2018  | 2019  | 2020  | 2021  |       |
| ↘3554 | ↘3478 | ↘3373 | ↘3270 | ↘3227 | ↘3097 |       |

## Состав городского поселения
| № | Населённый пункт | Тип населённого пункта      | Население |
| - | ---------------- | --------------------------- | --------- |
| 1 | Пестяки          | пгт, административный центр | ↘3097     |